# 覇王戦 (中国)
覇王戦（はおうせん、霸王战、霸王赛）は、中国の囲碁の棋戦。
1. 1994年に創設され、1997年まで3期行われた覇王戦。
2. 2002年に1期行われた、ルノー杯覇王戦（雷諾杯覇王戦、雷诺杯霸王战）。

## 覇王戦
- 優勝賞金 4万元

後継棋戦は楽百氏杯囲棋戦。第3期の優勝者は、第1期楽百氏杯囲棋戦でトーナメント優勝者の挑戦を受けた。

### 方式
トーナメント戦で行われ、優勝者が前期優勝者と挑戦手合七番勝負を行う。第1期はトーナメント決勝七番勝負。

### 優勝者と決勝戦
（左が勝者）
1. 1995年 曹大元 4-3 兪斌
2. 1996年 馬暁春 4-0 曹大元
3. 1997年 王磊 4-2 馬暁春

## ルノー杯覇王戦
- 主催 齊魯晩報、山東岱銀集団

### 方式
16名のトーナメント戦で行われる。決勝は一番勝負。

### 優勝者と決勝戦
（左が勝者）
1. 2002年 謝赫 - 古力